# Gunnar Myrdal

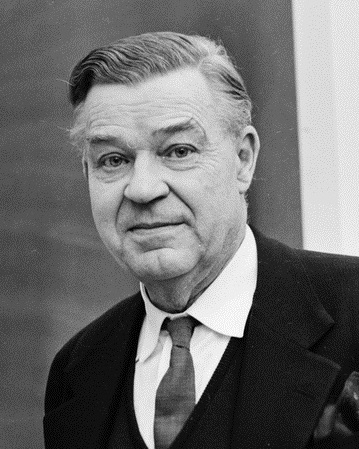
Gunnar Myrdal (1964)

Gunnar Myrdal [ˌgɵnːaɹ ˈmyːɖɑːl] (* 6. Dezember 1898 in Gustafs; † 17. Mai 1987 in Stockholm) war ein schwedischer Ökonom. Von 1947 bis 1957 war er als erster Leiter der UNO-Wirtschaftskommission für Europa tätig. 1974 wurde er zusammen mit Friedrich August von Hayek für Pionierarbeiten auf dem Gebiet der Geld- und Konjunkturtheorie und die Analysen des Zusammenhangs zwischen ökonomischen, sozialen und institutionellen Phänomenen mit dem Alfred-Nobel-Gedächtnispreis für Wirtschaftswissenschaften ausgezeichnet.

## Leben

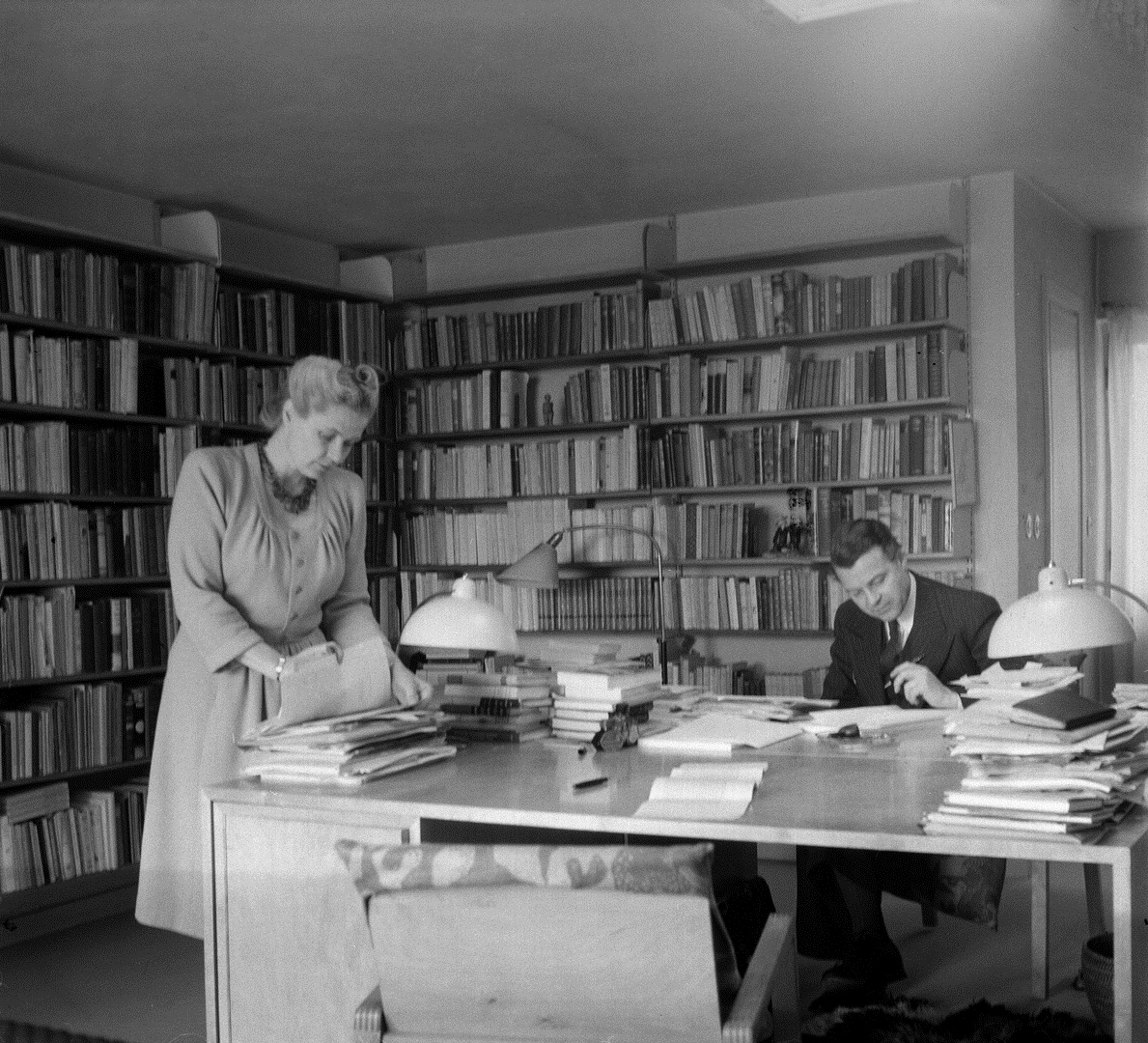
Alva und Gunnar Myrdal im Arbeitszimmer ihres Hauses (1945)

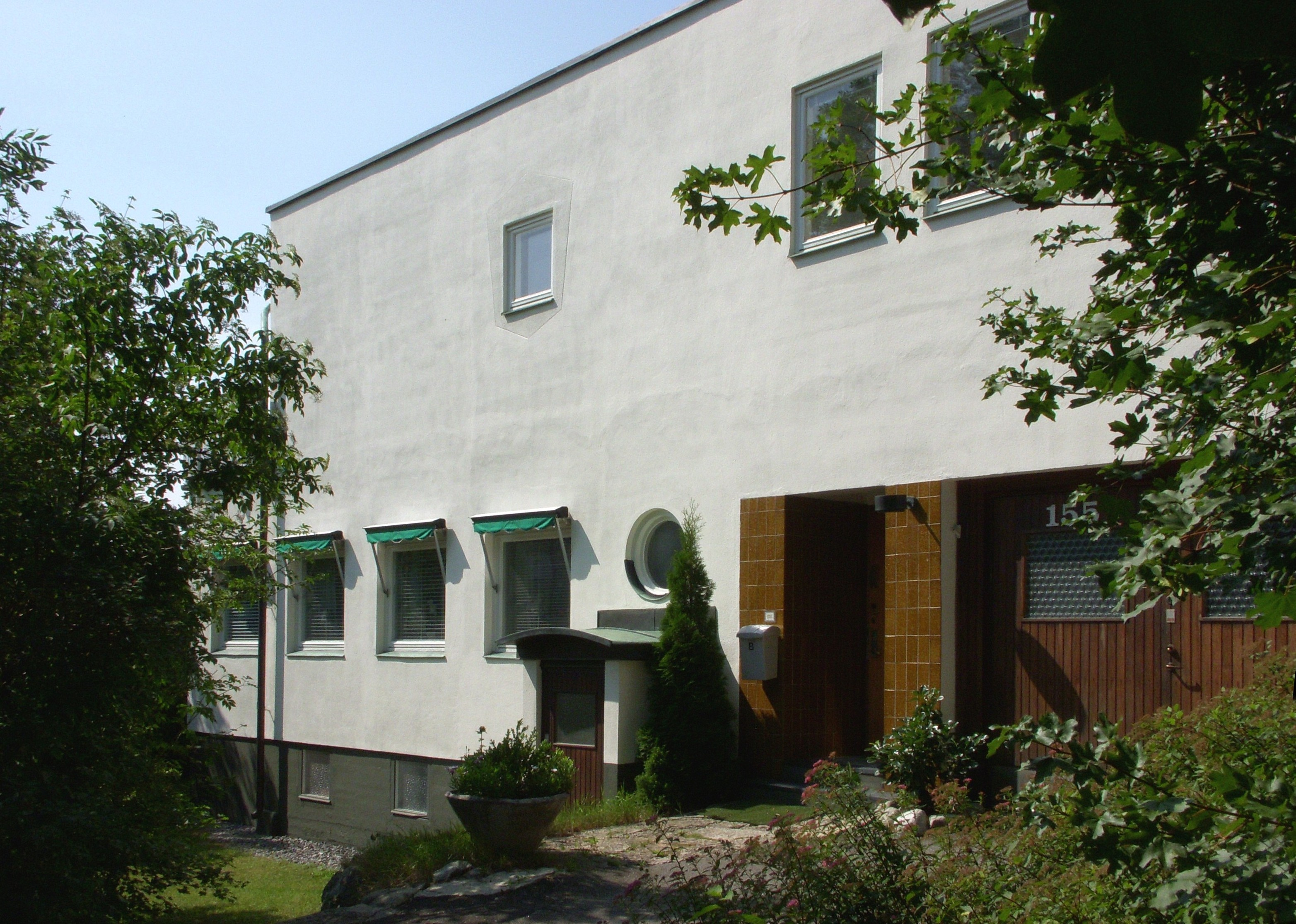
Myrdals Wohnhaus im Stockholmer Bezirk Bromma (2010)

Myrdal, dessen Familie finnische Wurzeln hat, war der Sohn eines Eisenbahnkonstrukteurs. Nach dem Abitur studierte Myrdal Jura. 1924 heiratete er Alva, geb. Reimer. Mit ihr hatte er zwei Töchter, die Ethik-Professorin Sissela Bok und die Sozialwissenschaftlerin Kaj Fölster, sowie einen Sohn, den Schriftsteller Jan Myrdal.
Auf Wunsch seiner Ehefrau Alva schloss Gunnar Myrdal Studien der Volkswirtschaftslehre, Soziologie und Finanzwirtschaft an. Das Studium der Finanzwirtschaft beendete er 1927 mit der Promotion zum Dr. oec. In seiner Dissertation übte er in erster Linie Kritik an der Arbeitswertlehre von Karl Marx.
Anschließend war Myrdal als Dozent tätig. In den Jahren 1933 bis 1950 war er Professor für Wirtschaftspolitik und Finanzwissenschaften an der Handelshochschule Stockholm. 1937 baute der Architekt Sven Markelius ein Wohnhaus für die Familie Myrdal: die „Villa Myrdal“ im Stockholmer Bezirk Bromma mit Svenskt-Tenn-Möbeln von Uno Åhrén, Nils Fougstedt und Axel Einar Hjorth.
Myrdal lehnte zwar immer den Marxismus ab, war aber überzeugter Sozialist. Als solcher war er zusammen mit seiner Ehefrau seit 1932 Mitglied der Sozialdemokratischen Arbeiterpartei. In den Jahren 1934 bis 1938 und 1944 bis 1947 vertrat Myrdal seine Partei in der ersten Kammer des schwedischen Reichstags.
Von 1945 bis 1947 gehörte Myrdal der schwedischen Regierung als Handelsminister an. Hier zeichnete er für ein Handelsabkommen mit der Sowjetunion sowie ein Kohleabkommen mit Polen verantwortlich. Vor allem das Abkommen mit der Sowjetunion war in der Bevölkerung sehr umstritten. Er war ein Befürworter der sog. Baltenauslieferung Im Zusammenhang mit der schwedischen Währungskrise trat Myrdal 1947 von seinen Ämtern zurück.
Von 1947 bis 1957 war Myrdal der erste Leiter der UNO-Wirtschaftskommission für Europa. 1958 wurde er in die American Academy of Arts and Sciences, 1974 in die British Academy und 1982 in die American Philosophical Society gewählt.
1960 ging Myrdal zurück an die Universität Stockholm. Dort hatte er bis zu seiner Emeritierung im Jahr 1967 den Lehrstuhl für Internationale Wirtschaftspolitik inne.
Im Alter von 88 Jahren starb Myrdal am 17. Mai 1987 in Stockholm.

## Werk

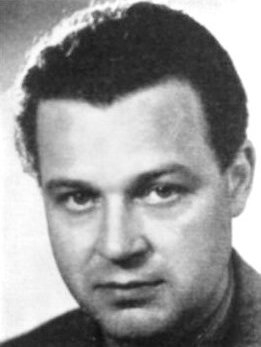
Gunnar Myrdal (vor 1938)

Mit seiner Frau Alva schrieb Gunnar Myrdal das Buch Die Krise in der Bevölkerungsfrage (schwedisch: Kris i befolkningsfrågan, 1934), durch das der damalige schwedische Minister für Soziale Aufgaben, Gustav Möller, angeregt wurde, die Sozialhilfe für Familien einzuführen. In dem Buch forderten sie auch ein Sterilisationsprogramm, damit sich „hochgradig lebensuntaugliche“ Individuen nicht fortpflanzen und die Sozialhilfe nicht unbezahlbar werde.
Ab 1938 leitete Gunnar Myrdal eine von der Carnegie Corporation geförderte umfassende sozioökonomische, anthropologische und juristische Studie zu den Rassenbeziehungen in den USA. Das Ergebnis war Myrdals wohl bekanntestes Werk An American Dilemma: The Negro Problem and Modern Democracy (1944, Ko-Autoren: R. M. E. Sterner und Arnold Rose). Darin beschreibt er das Problem der Rassenbeziehungen als ein Dilemma, das dem Konflikt zwischen den hohen Idealen des „amerikanischen Traums“ einerseits und seiner unvollkommenen Verwirklichung andererseits entsprungen sei. In den Generationen seit dem Amerikanischen Bürgerkrieg 1861–1865 seien die USA unfähig gewesen, ihre Menschenrechtsideale auch für das afroamerikanische Bevölkerungszehntel umzusetzen. Das Buch wurde Grundlage der Entscheidung des Obersten Gerichtshofes der USA von 1954 („Brown v. Board of Education“), dass die Rassentrennung an öffentlichen Schulen ungesetzlich sei.
Myrdal war ein scharfer Kritiker der neoklassischen Theorien und ähnlicher Theorien der Wirtschaftswissenschaft. Deren deduktiv abgeleitete Gleichgewichtsmodelle kritisierte er aufgrund ihrer Realitätsferne und ihrer Funktion zur Rechtfertigung sozialer Ungleichheit: die Vorstellung eines „ursprünglichen Gleichgewichts“, das gestört werden kann, wodurch aber Gegenkräfte geweckt werden, die wiederum zu einem Gleichgewicht tendieren. Eine häufige Formulierung ist die der „unsichtbaren Hand“ des Marktes, der Ungleichgewichte beseitigen könne, z. B. die zwischen Angebot und Nachfrage auf Arbeitsmärkten oder zwischen Entwicklungs- und Industrieländern.
In seinem Buch Ökonomische Theorie und unterentwickelte Regionen (1957) stellt Myrdal diesen Gleichgewichtsmodellen eine polarisationstheoretische Hypothese gegenüber: die der spiralförmigen kumulativen Verursachung von Ungleichgewichten in der wirtschaftlichen Entwicklung. Kleinste Vorteile oder Nachteile bestimmter Regionen können im Lauf der Zeit zu großen Vorteilen oder Nachteilen gegenüber anderen Regionen anwachsen, solange das „freie Spiel der Kräfte“, d. h. der staatlich nicht regulierte Markt, vorherrscht. Deshalb befürwortete Myrdal Interventionen des Staates, auch auf internationaler Ebene, um öffentliche Wohlfahrt zu erhalten. Er gilt als einer der Vorreiter der Entwicklungspolitik.

## Auszeichnungen

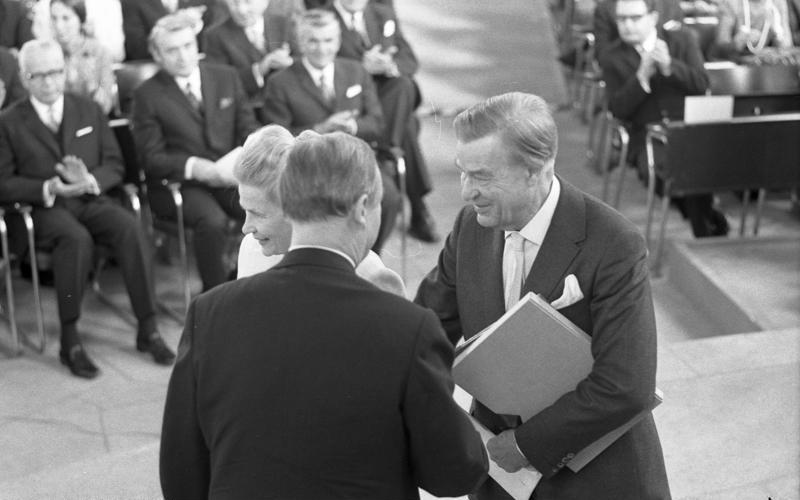
Myrdal bei der Verleihung des Friedenspreises des Deutschen Buchhandels in der Frankfurter Paulskirche am 27. September 1970

- 1970: Friedenspreis des Deutschen Buchhandels, gemeinsam mit seiner Gattin Alva Myrdal[8]
- 1974: Alfred-Nobel-Gedächtnispreis für Wirtschaftswissenschaften, gemeinsam mit Friedrich Hayek
- 1981: Nehru-Preis für internationale Verständigung

## Veröffentlichungen
- Das politische Element in der national-ökonomischen Doktrinbildung. 1932.
- Zeitschrift für Nationalökonomie, IV. Band, 3. Heft (1933) Das Zweck-Mittel-Denken in der Nationalökonomie
- The Political Element in the Development of Economic Theory. 1959.
- The Cost of Living in Sweden, 1830–1930. 1933.
- Crisis in the Population Question. 1934.
- Fiscal Policy in the Business Cycle. The American Economic Review. vol 21, no 1, Mar 1939.
- Population, a Problem for Democracy. Harvard University Press, 1940.
- Contact With America. 1941.
- An American Dilemma: The Negro Problem and Modern Democracy.Harper & Bros, 1944 (InternetArchive BookReader).
- Social Trends in America and Strategic Approaches to the Negro Problem. In: Phylon. Vol. 9, No. 3, 3rd Quarter, 1948.
- Conference of the British Sociological Association, 1953. II Opening Address: The Relation between Social Theory and Social Policy. In: The British Journal of Sociology. Vol. 4, No. 3, Sept. 1953.
- An International Economy, Problems and Prospects. Harper & Brothers Publishers, 1956.
- Rich Lands and Poor. 1957.
- Economic Theory and Underdeveloped Regions, Gerald Duckworth, 1957.
- Value in Social Theory: A Selection of Essays on Methodology. Ed. Paul Streeten, published by Harper, 1958.
- Beyond the Welfare State. Yale University Press, 1960.
- Challenge to Affluence. Random House, 1963.
- America and Vietnam – Transition. No. 3, Oct, 1967.
- Twenty Years of the United Nations Economic Commission for Europe. In: International Organization. Vol 22, No. 3, Summer, 1968.
- Asian Drama: An Inquiry into the Poverty of Nations.
- Objectivity in Social Research. 1969.
- The Challenge of World Poverty: A World Anti-Poverty Program in Outline. 1970.
- Against the Stream.
- Hur Styrs Landet? 1982.
- Gunnar Myrdal on Population Policy in the Underdeveloped World. In: Population and Development Review. Vol 13, No. 3, Sept. 1987.
- The Equality Issue in World Development. In: The American Economic Review. vol 79, no 6, Dec 1989.